# طرخشقون أجرد الساق
طرخشقون أجرد الساق (الاسم العلمي:Taraxacum glabricaule) هو نوع من النباتات يتبع جنس الطرخشقون من الفصيلة النجمية.